# Festival du film de Zurich
 (août 2022).
La mise en forme du texte ne suit pas les recommandations de Wikipédia : il faut le « wikifier ».
Les points d'amélioration suivants sont les cas les plus fréquents. Le détail des points à revoir est peut-être précisé sur la page de discussion.
- Les titres sont pré-formatés par le logiciel. Ils ne sont ni en capitales, ni en gras.
- Le texte ne doit pas être écrit en capitales (les noms de famille non plus), ni en gras, ni en italique, ni en « petit »…
- Le gras n'est utilisé que pour surligner le titre de l'article dans l'introduction, une seule fois.
- L'italique est rarement utilisé : mots en langue étrangère, titres d'œuvres, noms de bateaux, etc.
- Les citations ne sont pas en italique mais en corps de texte normal. Elles sont entourées par des guillemets français : « et ».
- Les listes à puces sont à éviter, des paragraphes rédigés étant largement préférés. Les tableaux sont à réserver à la présentation de données structurées (résultats, etc.).
- Les appels de note de bas de page (petits chiffres en exposant, introduits par l'outil «  Source ») sont à placer entre la fin de phrase et le point final[comme ça].
- Les liens internes (vers d'autres articles de Wikipédia) sont à choisir avec parcimonie. Créez des liens vers des articles approfondissant le sujet. Les termes génériques sans rapport avec le sujet sont à éviter, ainsi que les répétitions de liens vers un même terme.
- Les liens externes sont à placer uniquement dans une section « Liens externes », à la fin de l'article. Ces liens sont à choisir avec parcimonie suivant les règles définies. Si un lien sert de source à l'article, son insertion dans le texte est à faire par les notes de bas de page.
- La présentation des références doit suivre les conventions bibliographiques. Il est recommandé d'utiliser les modèles {{Ouvrage}}, {{Chapitre}}, {{Article}}, {{Lien web}} et/ou {{Bibliographie}}. Le mode d'édition visuel peut mettre en forme automatiquement les références.
- Insérer une infobox (cadre d'informations à droite) n'est pas obligatoire pour parachever la mise en page.

Pour une aide détaillée, merci de consulter Aide:Wikification.
Si vous pensez que ces points ont été résolus, vous pouvez retirer ce bandeau et améliorer la mise en forme d'un autre article.
 (août 2022).
Si vous disposez d'ouvrages ou d'articles de référence ou si vous connaissez des sites web de qualité traitant du thème abordé ici, merci de compléter l'article en donnant les références utiles à sa vérifiabilité et en les liant à la section « Notes et références ».
Le Festival du film de Zurich (Zurich Film Festival (ZFF)) est un festival international, qui se tient à Zurich, en Suisse, chaque année, à la fin de septembre. Il a attiré plus de 104 000 spectateurs en 2018. 
Dans le cadre de trois compétitions internationales (compétition principale, focus et documentaire), de nouveaux réalisateurs (premier, deuxième ou troisième travail de réalisation) concourent pour remporter L'Œil d’Or. Le ZFF présente en outre, hors compétition, les films les plus attendus de l’année dans les sections « Premières Gala », « Special Screenings » et « Border Lines ». Quant à la section « Nouveaux Horizons », le ZFF braque ses projecteurs sur les créations actuelles d’une région en plein essor. Les programmes cadre comme la « Zurich Master Class », le « Film Finance Forum », la « ZFF Filmboutique » ainsi que les discussions du panel font du ZFF l’une des plateformes de réseautage les plus significatives dans l’univers germanophone du cinéma.
Le festival est organisé par la Spoundation Motion Picture GmbH, basée à Zurich, et dirigée par Karl Spoerri (de) (directeur artistique) et Nadja Schildknecht (de) (directrice de la communication). En octobre 2005, la première édition est lancée et attire 8 000 visiteurs ; en 2006, on en compte 18 000.
Grâce aux projections en présence de réalisateurs ainsi qu’aux Master Classes publiques, l’audience peut ainsi se rapprocher des cinéastes comme des stars. De par ses représentations pour les écoles et les enfants, le ZFF transmet également aux plus jeunes l’art du film, les motivant à aborder le cinéma comme un lieu d’échange.
Avec quelque 79 000 visiteurs en 2014 (2013 : 71 000), le festival a su attirer 11 % de spectateurs en plus. Et la croissance du ZFF concerne d'autres domaines également : avec 145 films projetés (2013 : 122), 374 séances (2013 : 344) et un budget de 6,9 millions CHF (2015: 7,1) provenant à 80 % du secteur privé et le reste d'aides publiques, dont l'Office fédéral de la culture.

## Programme et sections

### Compétition
Dans la compétition, seuls les premiers, seconds et troisièmes longs-métrages sont acceptés. Chaque section comporte entre 10 et 14 œuvres.
- Compétition long-métrage international
- Compétition film documentaire international
- Focus Suisse, Allemagne, Autriche

#### Les Prix
- L'Œil d'Or (Golden Eye) : dans chaque compétition, un jury d'experts internationaux décerne le prix « Golden Eye ». Il est doté d'un montant de 25 000 CHF pour les sections compétitions internationales et documentaires et de 20 000 CHF pour la section Focus.
- Prix d’encouragement suisse : les productions suisses (premier, deuxième ou troisième de travail de réalisation) diffusées dans le cadre du festival sont nommées. Le prix est doté de 10 000 CHF.
- Prix du public : Le gagnant se voit décerner le Prix du public lors de la remise des prix.
- Prix de la critique : l’Association Suisse des Journalistes Cinématographiques (ASJC) décerne ce prix au meilleur long métrage de fiction (première œuvre).

### Hors compétition
- Premières Gala : sont présentés des longs-métrages en avant-première
- Special screenings : films récents
- Nouveaux Horizons : focalisé sur un pays en particulier (Mexique (2016), Iran (2015), Inde (2014), Brésil (2013), Suède (2012), Turquie (2011), Australie (2010), Argentine (2009), Israël (2008), Russie (2007))
- Border Lines : des fictions et des documentaires sur le quotidien aux frontières : sujets d’actualités, humanitaires, mais aussi conflits sociaux et territoriaux et conflits entre les individus et l'État.
- Window to the World : met en avant la diversité de la cinématographie dans le monde
- TVision : œuvres notables de télévision
- ZFF pour les enfants

### Compétition musique de films
Un prix de 10 000 CHF est décerné à la meilleure musique de film internationale.

### ZFF Masters
Des masterclasses sont organisées, présentant des personnalités renommées au niveau international.
Les personnalités invitées aux éditions précédentes sont notamment : Stacey Sher, Dario Suter et Joel Brandeis, Markus Imboden et Jasmine Hoch, Christopher Hampton, Guneet Monga, Greg Shapiro, Benh Zeitlin, Michael Shamberg, Pietro Scalia, Daniel Espinosa, John Battsek, Janine Jackowski, Christine Vachon, Jessica Hausner, Jennifer Fox, Jeremy Thomas, Terry Gilliam, Michael Keaton, Ken Loach, Hervé Schneid, Costa-Gavras, Oliver Stone, Moritz Bleibtreu, Stephen Frears.

### Prix d'honneur et rétrospectives
Le prix d'honneur « A Tribute to ... Award » est décerné à une personnalité qui a durablement influencé l'histoire du cinéma. En 2009, le cinéaste Roman Polanski, sous le coup d'un mandat d'arrêt international, fut arrêté en se rendant au festival pour recevoir le prix d'honneur du festival. Il reçoit son prix deux ans plus tard.
| Année | Nom                      | Prix                 |
| ----- | ------------------------ | -------------------- |
| 2022  | Luca Guadagnino          | A Tribute to … Award |
| 2021  | Paolo Sorrentino         | A Tribute to … Award |
| 2020  | Maïwenn                  | A Tribute to … Award |
| 2019  | Roland Emmerich          | A Tribute to … Award |
| 2018  | Wim Wenders              | A Tribute to … Award |
| 2017  | Rob Reiner               | A Tribute to … Award |
| 2016  | Olivier Assayas          | A Tribute to … Award |
| 2015  | Mike Leigh               | A Tribute to … Award |
| 2014  | Claire Denis             | A Tribute to … Award |
| 2013  | Michael Haneke           | A Tribute to … Award |
| 2012  | Tom Tykwer               | A Tribute to … Award |
| 2011  | Paul Haggis              | A Tribute to … Award |
| 2010  | Miloš Forman             | A Tribute to… Award  |
| 2009  | Roman Polanski           | A Tribute to … Award |
| 2008  | Costa-Gavras             | A Tribute to … Award |
| 2007  | Oliver Stone             | A Tribute to … Award |
| 2006  | Stephen Frears           | A Tribute to … Award |
| 2005  | Rainer Werner Fassbinder | Rétrospective        |

#### Golden icon award
Prix décerné à un dramaturge ou à un acteur, devenant l'icône d'une génération :
| Année | Nom                   | Prix              |
| ----- | --------------------- | ----------------- |
| 2022  | Ben Kingsley          | Golden Icon Award |
| 2021  | Sharon Stone          | Golden Icon Award |
| 2020  | Juliette Binoche      | Golden Icon Award |
| 2019  | Cate Blanchett        | Golden Icon Award |
| 2018  | Judi Dench            | Golden Icon Award |
| 2017  | Glenn Close           | Golden Icon Award |
| 2016  | Hugh Grant            | Golden Icon Award |
| 2015  | Arnold Schwarzenegger | Golden Icon Award |
| 2014  | Diane Keaton          | Golden Icon Award |
| 2013  | Hugh Jackman          | Golden Icon Award |
| 2012  | Richard Gere          | Golden Icon Award |
| 2011  | Sean Penn             | Golden Icon Award |
| 2010  | Michael Douglas       | Golden Icon Award |
| 2009  | Morgan Freeman        | Golden Icon Award |
| 2008  | Sylvester Stallone    | Golden Icon Award |

#### Career & Lifetime Achievement awards
Prix décerné à une personnalité pour l'ensemble de sa carrière.
| Année | Nom                         | Prix                                                         |
| ----- | --------------------------- | ------------------------------------------------------------ |
| 2016  | Marcel Hoehn                | Lifetime Achievement Award                                   |
|       | Lorenzo di Bonaventura      | Career Achievement Award                                     |
| 2015  | Armin Mueller-Stahl         | Lifetime Achievement Award                                   |
|       | Steve Golin, Liam Hemsworth | Career Achievement Award, Golden Eye Award: The New A-Lister |
| 2014  | Michael Shamberg            | Career Achievement Award                                     |
|       | Hans Zimmer, John Malkovich | Lifetime Achievement Award, Golden Eye Award                 |
| 2013  | Tim Bevan & Eric Fellner    | Career Achievement Award                                     |
|       | Harrison Ford               | Lifetime Achievement Award                                   |
| 2012  | Jerry Weintraub             | Career Achievement Award                                     |
|       | John Travolta, Helen Hunt   | Lifetime Achievement Award, Golden Eye Award                 |
| 2011  | Alejandro González Iñárritu | Career Achievement Award                                     |
| 2010  | –                           | –                                                            |
| 2009  | Michael Keaton              | Lifetime Achievement Award                                   |